# Grand Prix d'Isbergues 1995
Il Grand Prix d'Isbergues 1995, quarantanovesima edizione della corsa e valida come evento dell'UCI categoria 1.2, si svolse il 17 settembre 1995, per un percorso totale di 199 km. Fu vinto dal belga Frank Corvers che giunse al traguardo con il tempo di 4h58'07" alla media di 40,051 km/h.

## Ordine d'arrivo (Top 10)
| Pos. | Corridore               | Squadra       | Tempo    |
| ---- | ----------------------- | ------------- | -------- |
| 1    | Frank Corvers           | Lotto         | 4h58'07" |
| 2    | Gilbert Duclos-Lassalle | GAN           | a 50"    |
| 3    | Sammie Moreels          | Lotto         | a 1'04"  |
| 4    | Serge Baguet            | Lotto         | a 3'20"  |
| 5    | Anthony Rokia           | Le Groupement | a 3'23"  |
| 6    | Laurent Desbiens        | Castorama     | s.t.     |
| 7    | Andrej Čmil             | Lotto         | s.t.     |
| 8    | Jaan Kirsipuu           | Chazal        | s.t.     |
| 9    | Jean-Pierre Heynderickx | Collstrop     | s.t.     |
| 10   | Johan Capiot            | Refin         | s.t.     |